# Osrblie
Osrblie – wieś (obec) w centralnej Słowacji, w kraju bańskobystrzyckim w powiecie Brezno. Leży na wysokości 585 m n.p.m. w dolinie potoku Osrblianka, w grupie górskiej Rudaw Weporskich. W 2011 roku zamieszkiwało ją 386 osób.

## Historia
Pierwsza osada, należąca administracyjnie do odległej Predajnej, istniała tu już z końcem XVI w. Jako samodzielna wieś wspominana była po raz pierwszy w 1622 r. Zamieszkiwali ją górnicy, poszukujący w okolicy rud żelaza i węglarze, wypalający węgiel drzewny dla hut. Największy rozkwit przeżywała od końca XVIII w., kiedy w ramach rozbudowy kompleksu hutniczego w niedalekim Hrońcu zbudowano w 1795 r. w osadzie Tri vody w górnej części doliny Osrblianki jeden z pierwszych na Węgrzech wielkich pieców hutniczych, który zaopatrywał w surowe żelazo zakłady w dolinie Hronu. Powstał tu także hamer (kuźnia), ciągarnia drutu i walcownia blach.
W czasie słowackiego powstania narodowego funkcjonowały tu partyzanckie magazyny, a do stycznia 1945 r. działała prowizoryczna wytwórnia amunicji w miejscu zwanym Červená jama. Od grudnia 1944 r. w rejonie osady Tri vody broniły się nieprzerwanie jednostki słowackiej brygady partyzanckiej "Za slobodu Slovanov", które dopiero w lutym 1945 r. przebiły się na północ, do zajętego już przez Armię Czerwoną Czarnego Balogu.

## Znaczenie sportowe
W latach 80. XX w. rozpoczęto na terenie wsi, w bocznej dolince Anderlová, budowę wielkiego ośrodka sportów zimowych: narciarstwa biegowego i biathlonu (słow. Národné biatlonové centrum Osrblie). W 1997 roku odbyły się tu Mistrzostwa Świata w Biathlonie. Corocznie odbywał się tu Puchar Świata w tej konkurencji. W 2015 roku Osrblie razem ze Szczyrbskim Jeziorem było gospodarzem zimowej uniwersjady.

## Zabytki
- Pozostałości wielkiego pieca z końca XVIII w. w osadzie Tri vody, zakonserwowane jako trwała ruina w 1974 r.;
- tzw. Munička – pozostałości po powstańczej wytwórni amunicji z czasów słowackiego powstania narodowego;